# دادلی فیتزجرالد د راس، بیست و سومین بارون دو راس هلمسلی
دادلی فیتزجرالد د راس، بیست و سومین بارون دو راس هلمسلی (انگلیسی: Dudley FitzGerald-de Ros, 23rd Baron de Ros؛ 11 march 1827 – ۲۹ آوریل ۱۹۰۷) نظامی و سیاستمدار اهل پادشاهی متحد بریتانیای کبیر و ایرلند بود.